# 1911 w polityce

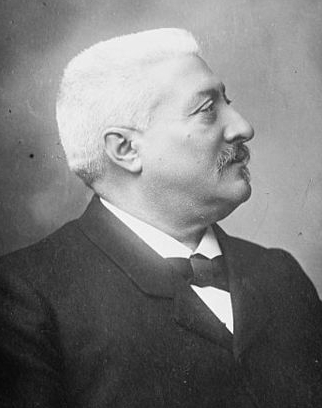
Ernest Monis

Wydarzenia polityczne w 1911 roku.

## Luty
- 22 lutego – kanadyjski parlament uchwalił utrzymanie statusu Kanady jako brytyjskiego dominium[1].
- 27 lutego – francuski premier Aristide Briand podał się do dymisji. Nowym premierem został Ernest Monis[1].

## Marzec
- 2 marca – Ernest Monis został premierem Francji[2].

## Kwiecień
- 27 kwietnia – w Kantonie wybuchło powstanie przeciwko dynastii Qing[1].

## Czerwiec
- 5 czerwca – urodził się George Borg Olivier, dwukrotny premier Malty[3].

## Sierpień
- 16 sierpnia – zmarł Patrick Francis Moran, irlandzki kardynał[4].

## Wrzesień
- 14 września – w Kijowie postrzelono premiera Piotra Stołypina. Zamachowcem okazał się Dmitrij Borgrow[1].
- 18 września – z powodu odniesionych ran zmarł Piotr Stołypin[1].

## Październik
- 11 października – w Wuhanie wybuchło powstanie, które rozpoczęło rewolucję chińską. Grupa działaczy rewolucyjnych proklamowała Republikę Chińską „pięciu narodowości”. W jej składzie na równych prawach mieli znaleźć się: Chińczycy, Mandżurowie, Mongołowie, Muzułmanie (Ujgurzy, mieszkańcy Dżungarii i inne ludy tzw. chińskiego Turkmenistanu) i Tybetańczycy[1].
- 14 października – zmarł John Marshall Harlan, amerykański prawnik, sędzia Sądu Najwyższego[5].
- 15 października – w Meksyku odbyły się pierwsze wolne i demokratyczne wybory. Urząd prezydenta objął Francisco Indalencio Madero[1].
- 27 października – Yuan Shikai został mianowany głównodowodzącym wojsk chińskich[1].

## Listopad
- 2 listopada – Yuan Shikai został premierem Chin[1].
- 4 listopada – Francja i Niemcy podpisały układ w sprawie Maroka i Konga[1].
- 5 listopada – Włochy anektowały aneksję Trypolitanii i Cyrenajki[1].

## Grudzień
- 10 grudnia – Pokojową Nagrodę Nobla otrzymali Alfred Hermann Fried i Tobias Asser[1].